# ロンリー・チャップリン
『ロンリー・チャップリン』は、1987年7月1日に発売された鈴木聖美 with Rats&Starの2枚目のシングル。

## 解説
先行で鈴木雅之のシングル『Liberty』のB面として発表の後、アルバム『WOMAN』に収録され、さらにリカットされた。鈴木聖美と弟でラッツ&スターのリーダーである雅之のデュエット・ソングである。
曲名およびサビの歌詞に「チャップリン」という単語が出てくるが、チャールズ・チャップリンのことを歌った歌詞ではない。
発売当時は順位が低かったが、主に深夜帯に放映され多数のヒット曲を輩出した銀座じゅわいよ・くちゅーるマキ（銀座ジュエリーマキ）のCMソングとして起用されたことや、様々な歌番組で披露されたことでその後じわじわとチャートを上昇、オリコン最高18位、累計売上10万枚以上を記録した。後にカラオケでも男女がペアで歌うデュエットの定番ソングとなっている。

## 盗作疑惑
ジャーメイン・ジャクソンが1984年に発表したホイットニー・ヒューストンとのデュエット曲「やさしくマイ・ハート」（Take Good Care Of My Heart -『ダイナマイト』収録）に、各パート単位では微妙な差異はあるものの全体的なメロディや曲調、リズム進行が酷似しており、盗作ではないかとしばしば指摘された。

## 収録曲
| #  | タイトル                   | 作詞       | 作曲     | 編曲                 | 時間 |
| -- | -------------------------- | ---------- | -------- | -------------------- | ---- |
| 1. | 「ロンリー・チャップリン」 | 岡田ふみ子 | 鈴木雅之 | 村松邦男・鈴木雅之   | 4:09 |
| 2. | 「もしかして、I love you」 | 田代マサシ | 村松邦男 | シャネルズ・村松邦男 | 3:48 |

## カバー
ロンリーチャップリン
- 内藤やす子 - 1988年、カバー・アルバム『SONGS II』収録。
- jyA-Me - 2013年、カバー・アルバム『With. Me -Duet Cover-』に中川晃教とのデュエットを収録。
- 古内東子・鈴木雅之 - 古内名義のデュエットアルバム『Toko Furuuchi with 10 legends』（2016年3月30日発売）に収録[1]。
- JUJU - 2016年、カバーアルバム『スナックJUJU 〜夜のRequest〜』に収録。
- バス江（斉藤貴美子） with タツ兄（落合福嗣） - 2024年、テレビアニメ『スナックバス江』第7話エンディングテーマ。アルバム『TVアニメ「スナックバス江」Cover Song Collection』に収録。
- 水森かおり・原田龍二 - 2024年、シングル『モナムール・モナミ～愛しい人よ～』のカップリング曲に収録[2]。